# 113P/史匹塔勒
113P/史匹塔勒彗星是太陽系內的一顆週期彗星，於1890年11月17日被在奧地利維也納的魯道夫·費迪南·史匹塔勒發現，當時他正試圖觀察 C/1890 V1（Comet Zona）。
史匹塔勒和喬治·瑪麗·塞爾、J.F.坦南特、J.R. 欣德一起依據觀測計算這顆彗星的軌道，儘管預測在1897年會回歸，但仍然失去了蹤跡，並且在之後的幾十年內都未能尋獲。
在1993年10月24日，這顆彗星被美國亞利桑那州基特峰天文台的詹姆斯·弗農·斯科悌重新發現，並且經由布萊恩·馬斯登將1890年和1994年的出現連繫在一起，確認是113P/史匹塔勒彗星。

## 外部連結
- Orbital simulation （页面存档备份，存于） from JPL (Java) / Horizons Ephemeris（页面存档备份，存于）
- 113P at Kronk's Cometography（页面存档备份，存于）
- 113P at Kazuo Kinoshita's Comets（页面存档备份，存于）
- 113P at Seiichi Yoshida's Comet Catalog（页面存档备份，存于）

| 週期彗星                  | 週期彗星      | 週期彗星                          |
| ------------------------- | ------------- | --------------------------------- |
| 前一顆彗星 浦田－新島彗星 | 113P/史匹塔勒 | 後一顆彗星 114P/懷斯曼-史基福彗星 |
| 週期彗星列表              |               |                                   |